# Zaczerczyk (potok)
Zaczerczyk – potok, prawy dopływ Czercza o długości 3,44 km i powierzchni zlewni 2,5 km².
Zlewnia potoku znajduje się w obrębie miejscowości Piwniczna-Zdrój w województwie małopolskim, w powiecie nowosądeckim, a pod względem geograficznym rejon ten zaliczany jest do Gór Lubowelskich na Pogórzu Popradzkim. Zaczerczyk ma źródła pod zachodnimi stokami północno-wschodniego grzbietu Eliaszówki na wysokości 791 m n.p.m. Spływa w kierunku północno-wschodnim, równolegle do Czercza, po jego wschodniej stronie, przepływając przez bezleśne obszary przysiółka Zaczerczyk. Poniżej tego przysiółka zmienia kierunek na północny, płynie zalesioną oraz głęboką doliną, i uchodzi do Czercza na polanie, przy szosie prowadzącej od Piwnicznej-Zdroju do Suchej Doliny.